# Ópera italiana

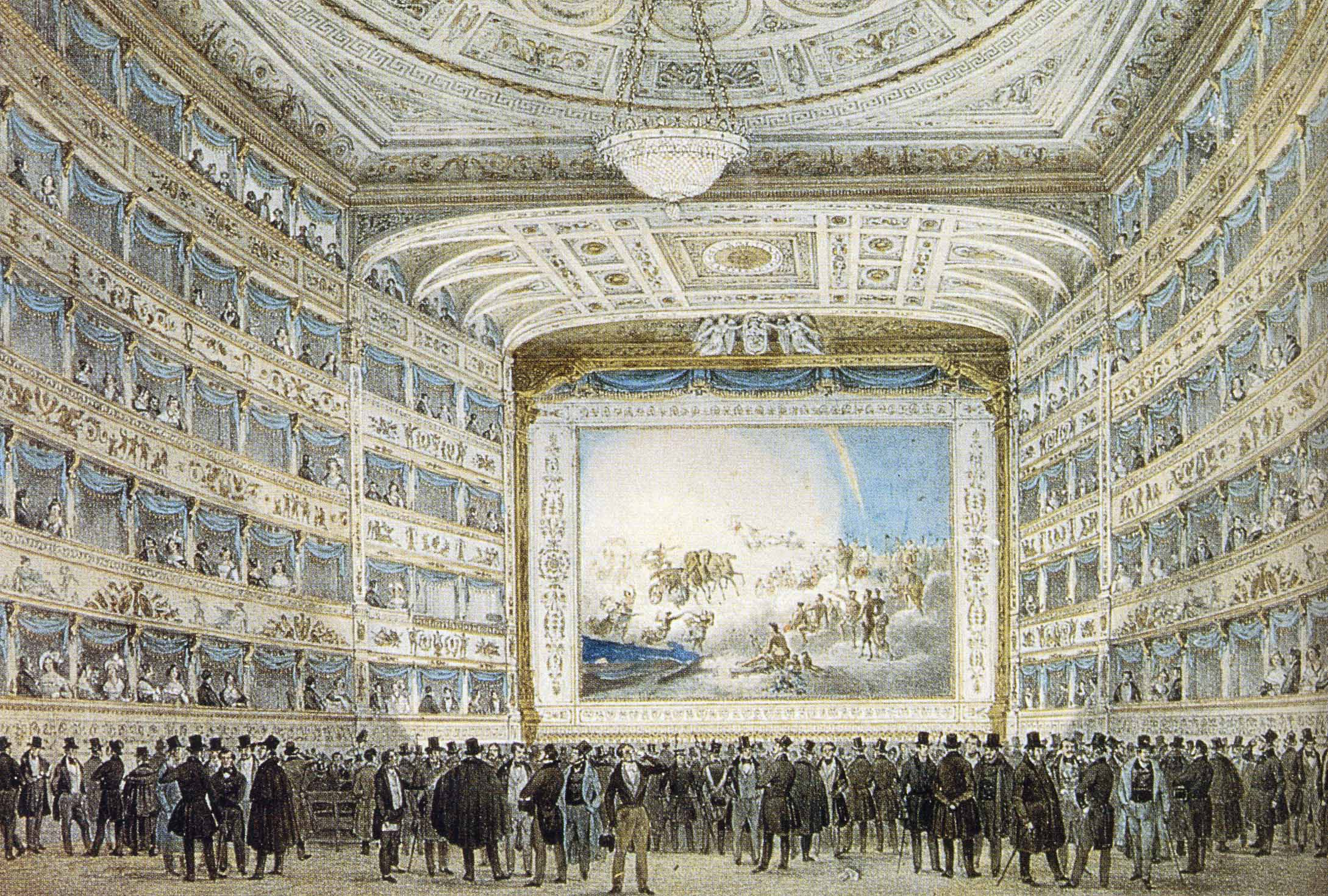
Interior del teatro de ópera La Fenice de Venecia en 1837. Venecia fue, junto con Florencia y Roma, una de las cunas de la ópera italiana.

Se llama ópera italiana al arte de la ópera desarrollado en Italia.
La ópera nació en Italia alrededor del año 1600, en donde continuó siendo o teniendo un rol dominante en la historia del género hasta el día de hoy. Las obras de compositores italianos del siglo XIX y principios del siglo XX, tales como Rossini, Bellini, Donizetti, Verdi y Puccini, se encuentran entre las más famosas jamás escritas, y hasta el presente son representadas en los principales teatros de ópera de todo el mundo.
También, en ocasiones, se utiliza esta denominación para referirse a la totalidad de la ópera escrita en idioma italiano. Muchas óperas famosas escritas en italiano fueron creadas por compositores extranjeros, entre ellos, Handel, Gluck y Mozart.
La UNESCO inscribió la ópera italiana en la Lista Representativa del Patrimonio Cultural Inmaterial de la Humanidad (The practice of opera singing in Italy) por decisión del Comité intergubernamental: 18.COM 8.B.37 en diciembre de 2023.

## Orígenes
Durante el Renacimiento algunos poetas e intelectuales italianos trataron de crear drama musical. Fueron inspirados por el ejemplo del mundo antiguo, porque sabían que las tragedias griegas que habían llegado hasta ellos había tenido originalmente acompañamiento musical. Sin embargo, poca música griega había sobrevivido para servirles de guía. Emergió entonces en el Renacimiento Italiano el intermezzo, un suntuoso entretenimiento musical consistente en canto, danza y efectos en escena que se insertaban entre los actos de una obra. Otro experimento fue la comedia madrigal, en la cual una serie de madrigales se hallaban encadenados generando una narrativa, el ejemplo más famoso de este género se encuentra en L'Amfiparnaso de Orazio Vecchi (1594). Las desventajas de utilizar madrigales para el drama, con varias voces cantando a la vez, pronto resultaron obvias. Una dirección más fructuosa fue tomada cuando los músicos comenzaron a experimentar con la monodia, en la cual una voz solista declamaba los versos sobre una línea instrumental. Esta línea de experimentación fue liderada por un grupo de músicos y teóricos conocidos en Florencia con el nombre de "La Camerata". Entre ellos se contaban a Giovanni de Bardi, Vincenzo Galilei, el poeta Ottavio Rinuccini y el compositor Jacopo Peri. Peri, Mancilla y Rinuccini en conjunto fueron autores de lo que se considera la primera ópera, Dafne. Fue estrenada en una presentación semi-privada en 1598.

## SigloXVII

### Florencia y Mantua

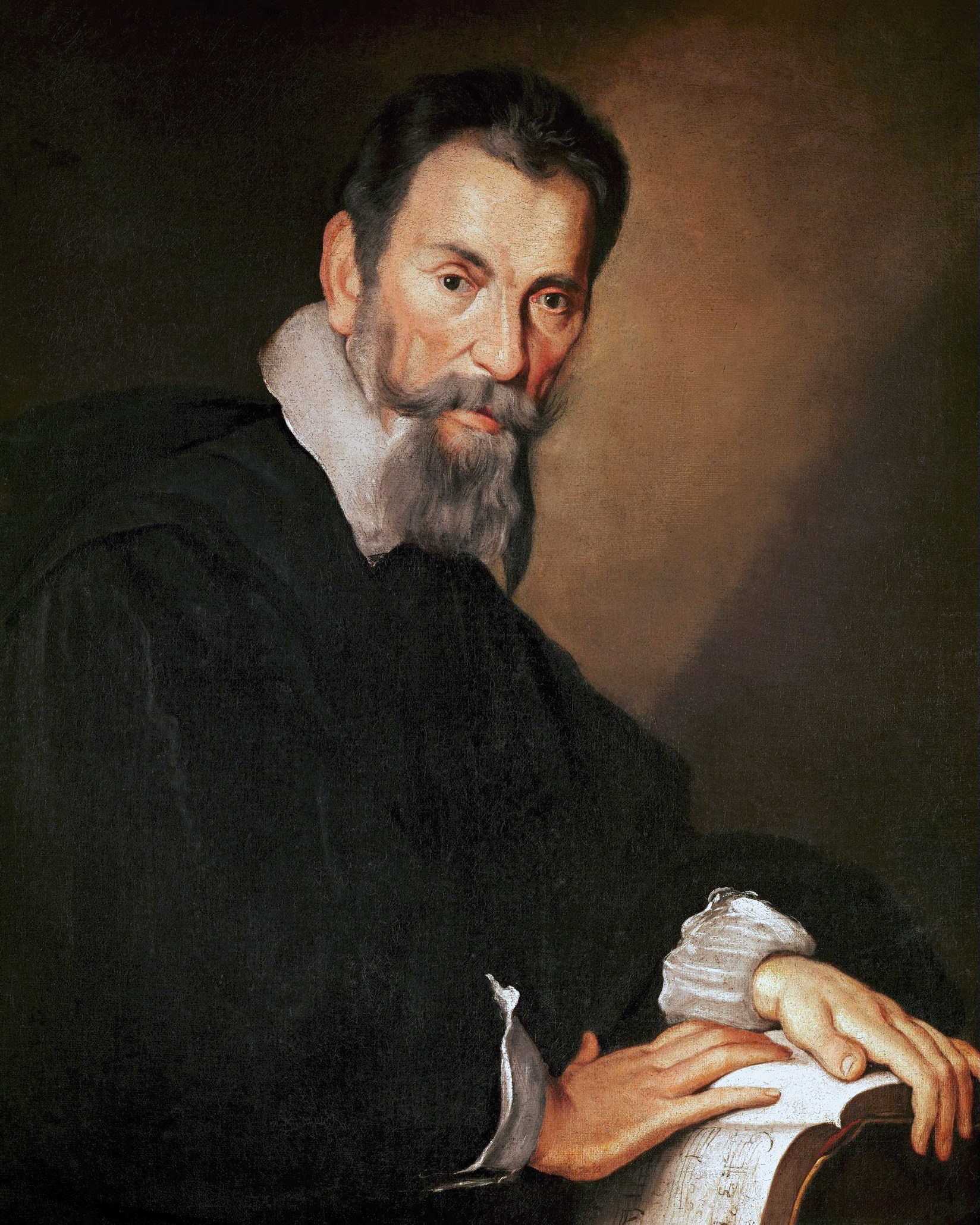
Claudio Monteverdi.

La música de Dafne actualmente está perdida. La primera ópera cuya música ha sobrevivido fue presentada en 1600 en la boda de Enrique IV de Francia y María de Medici en el Palacio Pitti de Florencia. La ópera Eurídice, con libreto de Rinuccini, musicalizada por Peri y Giulio Caccini, narra la historia de Orfeo y Eurídice. El estilo del canto favorecido por Peri y Caccini era una forma aumentada del discurso natural, recitativos dramáticos apoyado por música instrumental de cuerdas. El recitativo precedió así al desarrollo de arias, aunque pronto se convirtió en base para incluir canciones separadas e interludios instrumentales en los momentos en los que las voces se silenciaban. Tanto Dafne como Euridice también incluyeron coros de comentarios de la acción al final de cada acto, a la manera de la tragedia griega. El tema de Orpheus, el semidiós de la música, fue comprensiblemente popular y atrajo a Claudio Monteverdi (1567–1643) que escribió su primera ópera, La Favola d'Orfeo (La fábula de Orfeo), en 1607 para la corte de Mantua. 
Monteverdi insistió en una fuerte relación entre la letra y la música. Cuando Orfeo se presentó en Mantua, una orquesta de 38 instrumentos, numerosos coros y recitativos fueron empleados para hacer un drama vivaz. Fue una versión más ambiciosa que las previas– más opulenta, más variada en recitativos, más exótica en escenografía– con fuertes climas musicales que permitieron el máximo alcance del virtuosismo de los cantantes. La ópera había revelado su primera fase de madurez de las manos de Monteverdi.

### Roma
En algunas décadas la ópera se separó en Italia. En Roma, encontró un abogado en el prelado y libretista Giulio Rospigliosi (más tarde, Papa Clemente IX). Rospigliosi era apadrinado por la familia toscana de los Barberini, figuras prominentes en la sociedad romana en las décadas tempranas del siglo XVII. 
Los compositores que trabajaron en Roma en ese tiempo fueron Luigi Rossi, Michelangelo Rossi, Stefano Landi, Marco Marazzoli y Domenico y Virgilio Mazzocchi. En 1630, el tema de las óperas comenzó a cambiar perceptiblemente: en vez de la tradición pastoral de La Arcadia, se prefirieron los temas de los poemas caballerescos, especialmente los de Ariosto y Tasso, así como los temas tomados de la vida de santos cristianos y la Comedia del arte. El número de personajes se incrementó, y por tanto, la intriga dramática se tornó más compleja. Se desarrolló un nuevo método de declamar los recitativos, más dramático y flexible. La ópera romana se destacó por sus enormes coros y elaborados escenarios.

### Venecia: ópera comercial
La ópera tomó un importante giro cuando llegó a la república de Venecia. Aquí fue que el primer teatro de ópera público fue abierto, el Teatro San Cassiano, en 1637, por Benedetto Ferrari y Francesco Manelli. Su éxito sacó a la ópera del patrocinio aristocrático y la colocó en el mundo comercial. En Venecia, el drama musical dejó de dirigirse a una élite de aristócratas e intelectuales y adquirió el carácter de entretenimiento. Pronto varios teatros de ópera fueron surgiendo en la ciudad, presentando trabajos para un público pagado durante la temporada del Carnaval de Venecia. Los teatros de ópera empleaban una orquesta muy pequeña para ahorrar dinero. Una gran parte de su presupuesto era empleado en atraer a las estrellas del momento; este fue el comienzo del reino del castrato y la prima donna. 
El principal compositor de la ópera veneciana fue Monteverdi, que dejó Mantua por Venecia en 1613, con otros compositores importantes posteriores como Francesco Cavalli, Antonio Cesti, Antonio Sartorio y Giovanni Legrenzi. Escribió tres obras para los teatros públicos: Il ritorno d'Ulisse in patria (1640), Le nozze d'Enea con Lavinia (1641, ahora perdido) y el más famoso L'incoronazione di Poppea (1642). Las temáticas de las nuevas óperas de Monteverdi y otros fueron generalmente extraídas de la historia romana o leyendas sobre Troya, con la intención de celebrar los ideales heroicos y la noble genealogía del Estado Veneciano. Sin embargo, no abandonaron el interés por el amor o la comedia. La mayoría de las obras constaban de tres actos, no como las anteriores que normalmente tenían cinco. El grueso de la versificación era todavía en recitativo, sin embargo, en momentos de gran tensión dramática había a menudo pasajes en arioso, conocidos como arie cavate. Bajo los sucesores de Monteverdi, la distinción entre recitativo y aria se tornó más marcada y convencional. Esto resulta evidente en el estilo de los cuatro compositores más exitosos de la siguiente generación: Francesco Cavalli, Giovanni Legrenzi, Antonio Cesti y Alessandro Stradella.

### La extensión de la ópera al extranjero

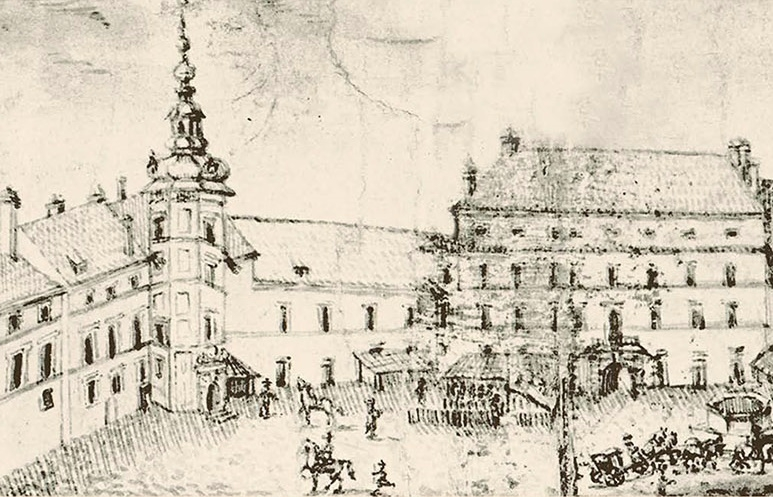
Edificio del teatro de ópera de Ladislao (derecha) en el Castillo Real de Varsovia.

En la Mancomunidad de Polonia-Lituania, una tradición de producción operística se inició en Varsovia en 1628, con la presentación de Galatea (de compositor incierto), la primera ópera en italiano producida fuera de Italia. Poco después de esta presentación, la corte produjo la ópera La liberazione di Ruggiero dall'isola d’Alcina, de Francesca Caccini, que fue escrita para el príncipe Vladislao Vasa tres años antes, cuando visitó en Italia. Esta es la primera ópera escrita por una mujer que se conserva hasta hoy. Gli amori di Aci e Galatea de Santi Orlandi también se presentó en 1628. Cuando Vladislao fue rey (Vladislao IV) supervisó personalmente la producción de al menos diez óperas entre finales de la década de 1630 y la de 1640, haciendo de Varsovia un centro del arte. Los compositores de estas óperas no son conocidos, podría tratarse de polacos trabajando bajo órdenes de Marco Scacchi en la capilla real, o podrían haberse contado entre los italianos importados por Ladislao. Un dramma per musica (como era conocida la ópera italiana en ese tiempo) titulada Giuditta, basada en la historia bíblica de Judith, fue presentada en 1635, siendo su compositor, probablemente, fue Virgilio Puccitelli. 
Las óperas de Cavalli fueron representadas en Italia por compañías itinerantes con gran éxito. De hecho, su Giasone fue la ópera más popular del siglo XVII, a pesar del rechazo de algunos críticos por su mezcla de tragedia y farsa. La fama de Cavalli se extendió por toda Europa. Una de sus especialidades fue dar a sus heroínas las llamadas "arias de lamento". Estas eran arias tristes cantadas sobre una línea de bajo descendente y tuvieron una gran influencia sobre Henry Purcell, cuyo "When I am laid in earth" de Dido and Aeneas es probablemente el ejemplo más celebrado de esta forma. La reputación de Cavalli hizo que el Cardenal Mazarino lo invitara a Francia en 1660 para componer una ópera con motivo de la boda de Luis XIV con María Teresa de España. La ópera italiana ya había sido presentada en Francia en la década de 1640 en una recepción mixta, y la experiencia extranjera de Cavalli culminó en desastre. Las audiencias francesas no respondieron bien al renacimiento de  Xerse (1660) y la especialmente compuesta Ercole amante (1662); prefirieron el ballet que había sido insertado entre los dos actos por un compositor florentino, Jean-Baptiste Lully. Cavalli juró nunca más componer una ópera.
Cesti fue más afortunado cuando le solicitaron escribir una ópera para la corte de los Habsburgo en Viena en 1668. Il pomo d'oro fue tan celebrado que las representaciones se ampliaron dos días más. Su enorme éxito marcó el comienzo del dominio de la ópera italiana en el norte de los Alpes. A finales del siglo XVII, los compositores alemanes e ingleses intentaron establecer sus tradiciones nacionales, pero a principio del siglo XVIII tuvieron que ceder a la ópera italiana importada, la cual se convirtió en el estilo internacional impuesto de la mano de compositores tales como Händel. Sólo Francia resistió (y su tradición operística fue fundada por el italiano Lully). Este fue el patrón hasta gran parte del siglo XIX: la tradición italiana fue la internacional y sus principales exponentes fueron, en muchos casos, no italianos. Los compositores que quisieron desarrollar sus propias formas nacionales de ópera tuvieron que luchar generalmente contra la ópera italiana. Así, en los comienzos del siglo XIX, Carl Maria von Weber en Alemania y Hector Berlioz en Francia, sintieron que tenían que desafiar la influencia enorme del Rossini italiano.

## SigloXVIII

### Ópera seria
Al final del siglo XVII algunos críticos creían que una nueva y más elevada forma de ópera era necesaria. Sus ideas dieron nacimiento a un género, la Ópera seria, la cual sería dominante en Italia y en gran parte del resto del Europa durante el siglo XVIII. La influencia de esta nueva actitud puede verse en los trabajos de los compositores Carlo Francesco Pollarolo y el enormemente prolífico Alessandro Scarlatti.
Durante este siglo la vida cultural y artística en Italia se había visto profundamente influenciada por los ideales estéticos y poéticos de los miembros de la Academia de Arcadia. Los poetas arcadianos introdujeron varios cambios al drama musical serio en Italia, incluyendo:
- La simplificación de las tramas.
- La eliminación de los elementos cómicos.
- La reducción del número de arias.
- La predilección por los argumentos extraídos de la era clásica o de la tragedia moderna francesa, en los cuales los valores de lealtad, amistad y virtud eran exaltados, y el poder absoluto del soberano era celebrado.

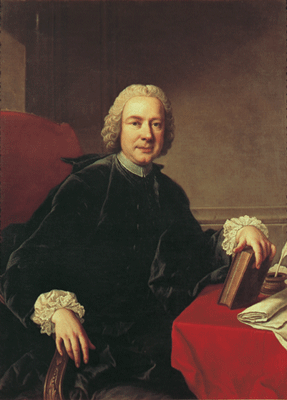
Pietro Metastasio

Con gran diferencia, el libretista con mayor éxito de la época fue Pietro Metastasio, cuyo prestigio se mantuvo hasta el siglo XIX. Pertenecía a la Academia de Arcadia y fue un firme seguidor de sus teorías. Un libreto de Metastasio era adoptado, a menudo, por veinte o treinta compositores, y las audiencias asistían a las presentaciones para memorizarlos.

### Ópera buffa
En el siglo XVII las óperas cómicas raramente se representaban y no se había establecido ninguna tradición estable. Hasta principios del siglo XVIII no surgió el género cómico de la Ópera buffa, nacido en Nápoles que se extendería por toda Italia después de 1730. 
La Ópera buffa se diferencia de la Ópera Seria por numerosas características:
- La importancia dada a la acción en escena y la consecuente necesidad de seguir con la música los cambios en el drama, enfatizando la expresividad de las palabras.
- La elección de cantantes que también fueran excelentes actores, capaces de interpretar el drama convincentemente.
- La reducción en el uso de escenografía y maquinaria en escena, y en el número de intérpretes de la orquesta.
- El empleo de un pequeño reparto de personajes (al menos en la forma corta de la ópera cómica conocida como el intermezzo) y tramas simples (un buen ejemplo sería La serva padrona, 1733, de Pergolesi).
- Libretos inspirados en la Comedia del Arte, con temas realistas, lenguaje coloquial y expresiones del argot.
- El rechazo absoluto del virtuosismo vocal; tendencia a la incorrecta pronunciación de las palabras; frecuente presencia de tics rítmicos y melódicos; el uso de onomatopeya e interjecciones, en lo referente al canto.
- El escaso uso de cantantes castrati.

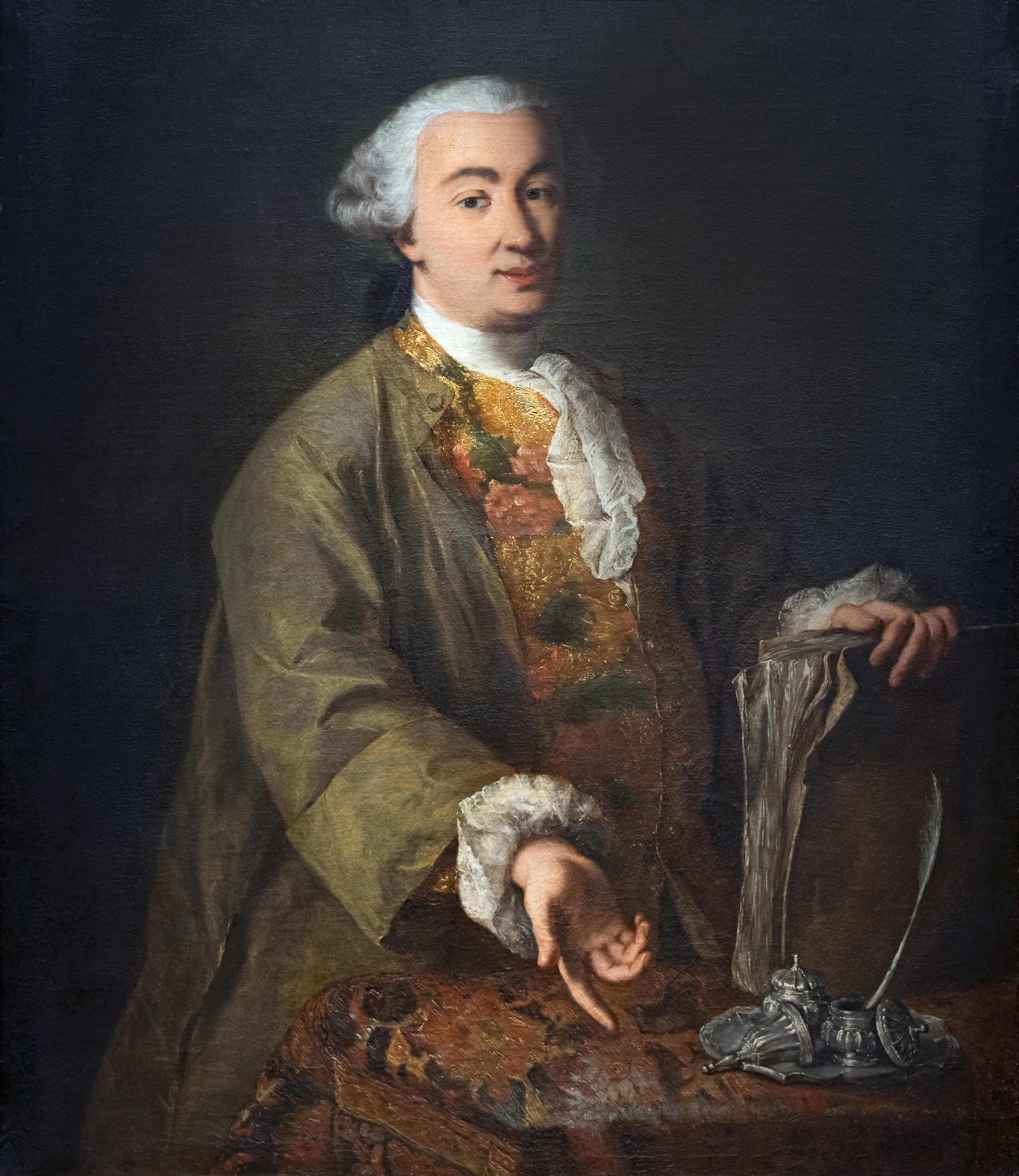
Carlo Goldoni.

En la segunda mitad del siglo XVIII la ópera cómica debió su éxito a la colaboración entre el libretista Carlo Goldoni y el compositor Baldassare Galuppi. Gracias a Galuppi, ésta adquirió mucha más dignidad que durante los días del intermezzo. Las óperas ahora se dividían en dos o tres actos, creando libretos para trabajos de mayor tamaño, que diferían significativamente de los principios de siglo en la complejidad de sus argumentos y en la psicología de sus personajes. Estas ahora incluían algunas figuras serias en vez de caricaturas exageradas y las obras tenían tramas que se enfocaban en los conflictos entre clases sociales así como ideas autorreferenciales. El trabajo conjunto de Goldoni y Galuppi más famoso es Il filosofo di campagna (1754).
La colaboración entre Goldoni y otro famoso compositor Niccolò Piccinni produjo con La Cecchina (1760) otro nuevo género: la ópera semiseria. Ésta tenía dos personajes buffo, dos nobles y dos intermedios.
La farsa de un acto tuvo una influencia significativo en el desarrollo de la ópera cómica. Fue un tipo de drama musical considerado al principio como una versión condensada de una ópera cómica más larga, pero con el paso del tiempo se convirtió en un género por sí mismo. Se caracterizaba por: virtuosismo vocal, uso más refinado de la orquesta, la gran importancia dada a la producción, la presencia de malentendidos y sorpresas en el curso del drama.

### Reformas de Gluck y Mozart

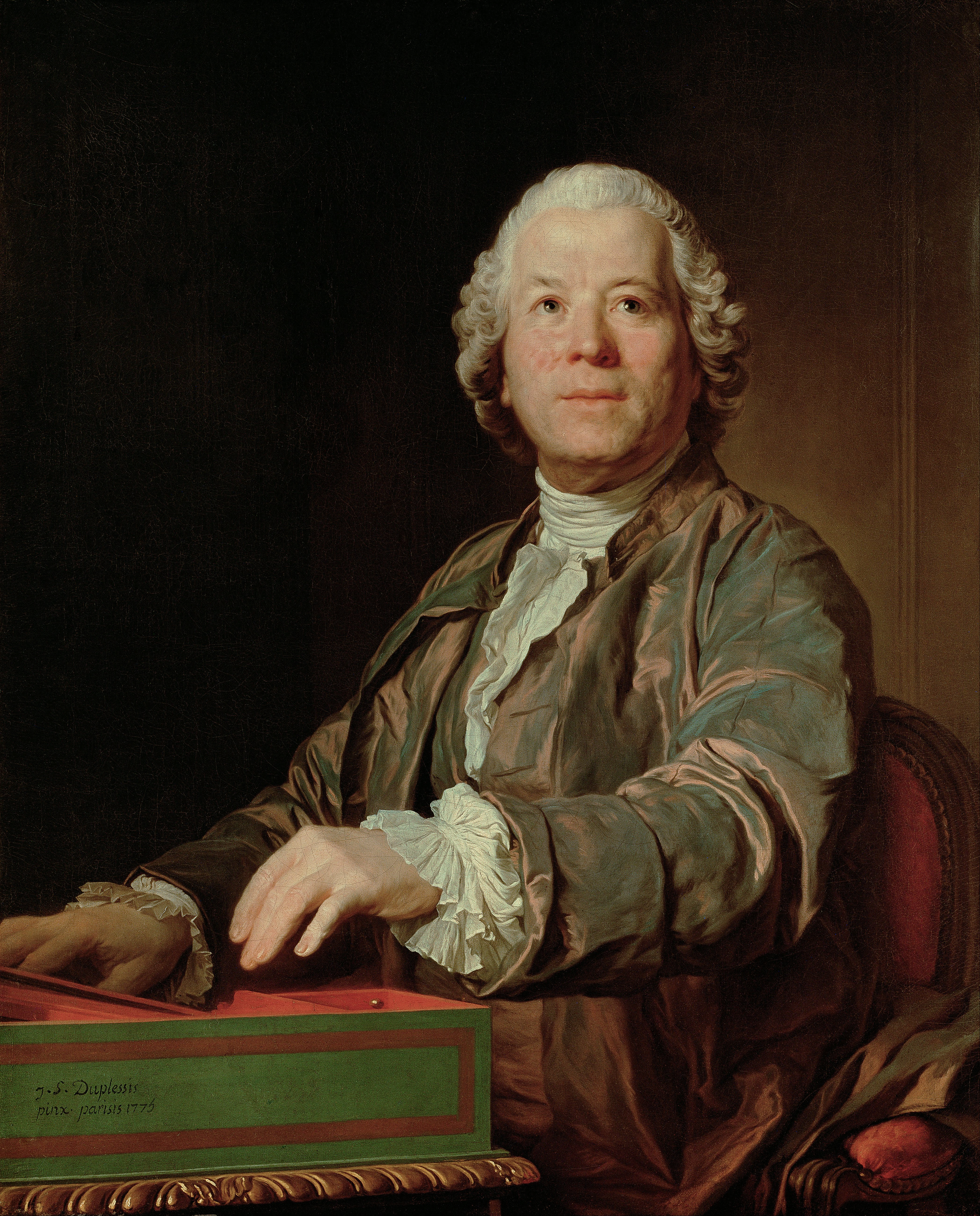
Christoph Willibald Gluck.

La ópera seria tuvo sus debilidades y críticas, y el gusto por el adorno a cargo de cantantes magníficamente entrenados, y el uso de espectáculo en lugar de la pureza y unidad dramática suscitaron ataques. Essay on the Opera (1755) de Francesco Algarotti  demostró ser una inspiración para las reformas de Christoph Willibald Gluck. Sostenía que la opera seria tenía que volver a sus bases y que todos sus variados elementos– música (instrumental y vocal), ballet, y puesta en escena– debía ser subordinada al contexto del drama. Varios compositores de este período, incluyendo a Niccolò Jommelli y Tommaso Traetta, intentaron poner estos ideales en práctica.  El primero que realmente logró tener éxito y dejar una impresión permanente en la historia de la ópera, sin embargo, fue Gluck. Trató de acuñar una "hermosa simplicidad".  Esto queda ilustrado en la primera de sus óperas "reformadas", Orfeo ed Euridice, donde líneas vocales que carecen del virtuosismo de los trabajos de Handel son sostenidas por armonías simples y una notablemente rica presencia orquestal. 
Las reformas de Gluck tuvieron resonancia a través de toda la historia operística.  Weber, Mozart y Wagner, en particular, fueron influenciados por sus ideales. Mozart, en varios sentidos, el sucesor de Gluck, combinó un magnífico sentido del drama, armonía, melodía y contrapunto para escribir una serie de comedias, tales como Le nozze di Figaro, Don Giovanni, y Così fan tutte (en colaboración con Lorenzo da Ponte) que permanecen entre más amadas, populares y conocidas óperas hasta hoy. Pero la contribución de Mozart a la ópera seria fue más mixta; en esta época estaba muriendo, y a pesar de sus finos trabajos como  Idomeneo y La clemenza di Tito, no pudo hacer resurgir esta forma artística.

## SigloXIX

### Bel canto

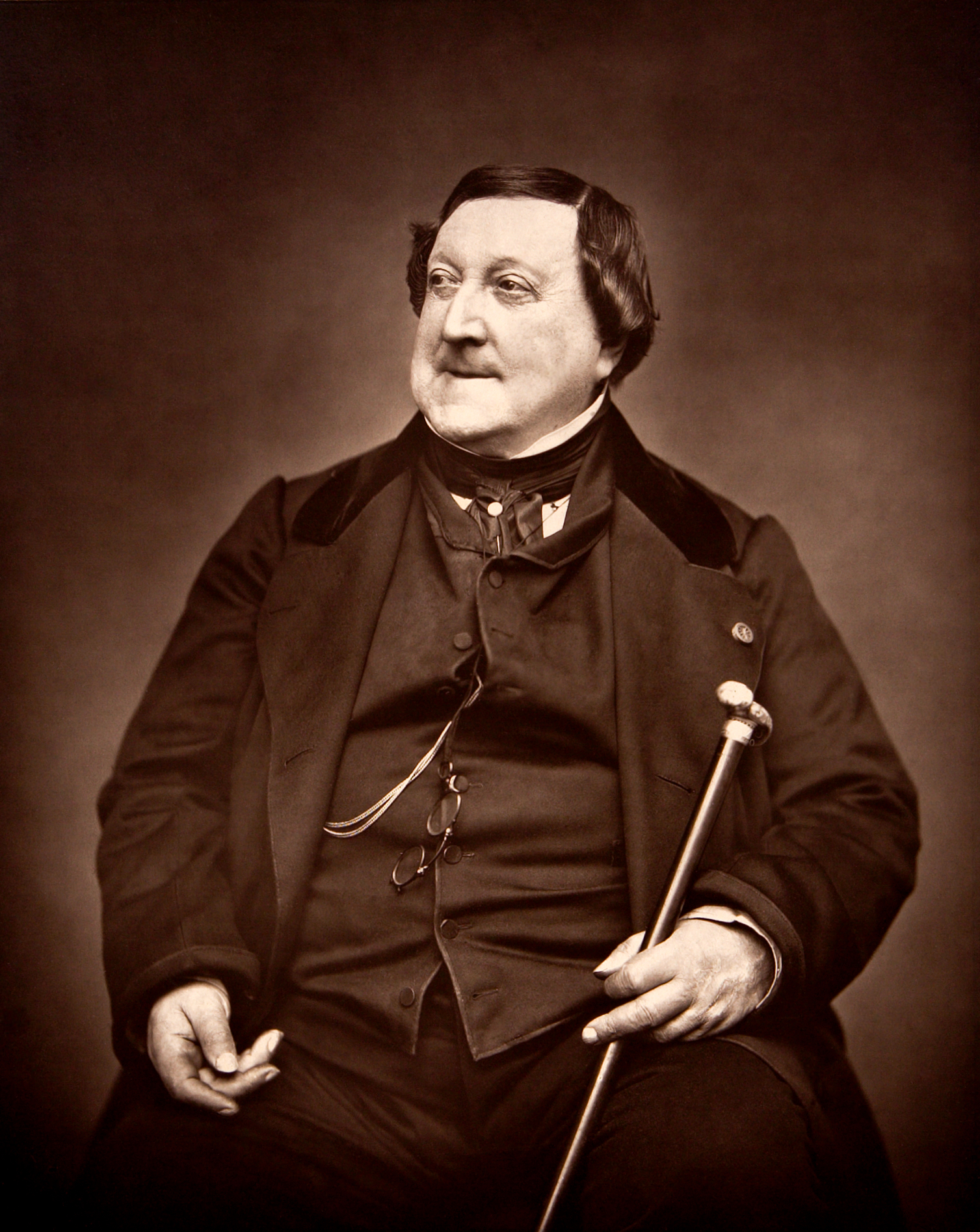
Gioachino Rossini.

La ópera romántica, enfatizada en la imaginación y las emociones, comenzó a aparecer a principios del siglo XIX, y con sus arias y su música, le proporcionó mayor dimensión a las emociones extremas, característica del teatro de esa era. Además, se dijo que la fina música a menudo excusaba las llamativas fallas en la definición de los personajes y las líneas argumentales. 
Gioachino Rossini (1792-1868) inició el período romántico. Su primer éxito fue una "opera buffa", La Cambiale di Matrimonio (1810). Su reputación subsiste hasta hoy gracias a El barbero de Sevilla (1816) y La Cenerentola (1817). Pero también escribió ópera seria, Tancredi (1813) y Semiramide (1823).
Los sucesores de Rossini en el «bel canto» italiano fueron Vincenzo Bellini (1801–35), Gaetano Donizetti (1797–1848) y Giuseppe Verdi (1813–1901).

### Verdi

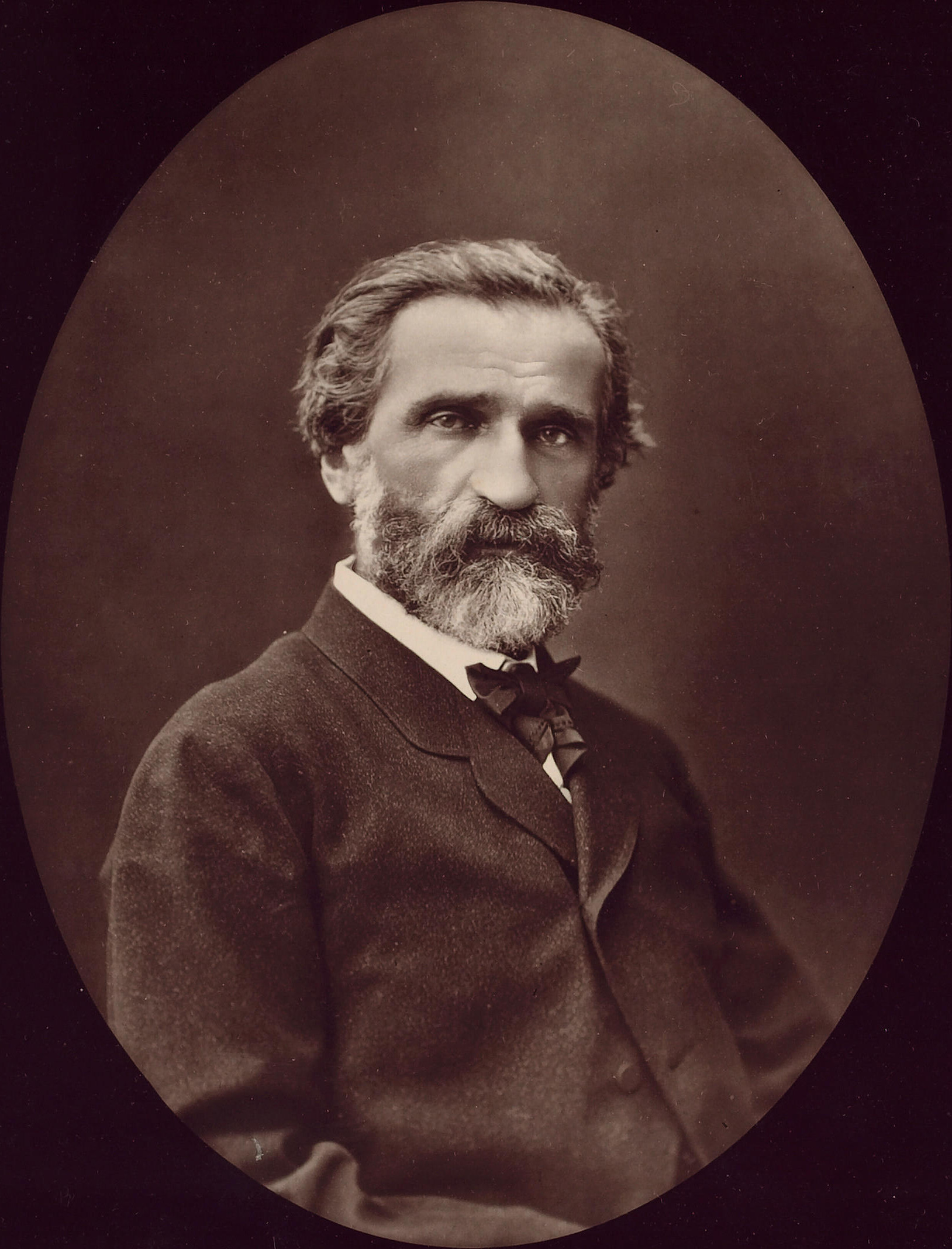
Giuseppe Verdi.

Fue Giuseppe Verdi quien transformó la naturaleza entera de la escritura operística durante el curso de su larga carrera. Su primera gran ópera exitosa, Nabucco (1842), cautivó al público con la vigorosa dinámica de su música y sus grandiosos coros. Va, pensiero, uno de los estribillos, fue reinterpretado y ganó un ventajoso significado para la lucha por la independencia italiana y para unificar a Italia.
Luego de Nabucco, Verdi basó sus óperas en temas patrióticos y en varias de las fuentes románticas usuales: Friedrich Schiller (Giovanna d'Arco, 1845; I masnadieri, 1847; Luisa Miller, 1849); Lord Byron (I due Foscari, 1844; Il corsaro, 1848); y Victor Hugo (Ernani, 1844; Rigoletto, 1851). Verdi experimentó con las formas musicales y dramáticas, a fin de descubrir cosas que sólo la ópera podía lograr.
En 1887, creó Otello que reemplazó por completo a la ópera homónima de Rossini, y que es descripta por los críticos como la más fina ópera romántica italiana, con los componentes tradicionales: las arias solistas, los duetos y los coros totalmente integrados dentro del fluir melódico y dramático.
La última ópera de Verdi, Falstaff (1893), rompió libremente con las formas convencionales conjuntas, y encontró música que seguía el rápido fluir de las simples palabras y por su respeto por el patrón de discurso ordinario, creó un umbral para una nueva era operística en la cual los patrones de discurso son supremos.
La ópera se convirtió en un matrimonio de las artes, un drama musical, llena de canciones gloriosas, vestuario, música orquestal y aclamaciones; algunas veces, sin el aporte de una historia plausible. Desde su concepción durante el período barroco hasta su madurez en el período romántico, fue el medio por el cual las leyendas y mitos fueron revisitados, la historia fue recontada y la imaginación fue estimulada.

### Verismo

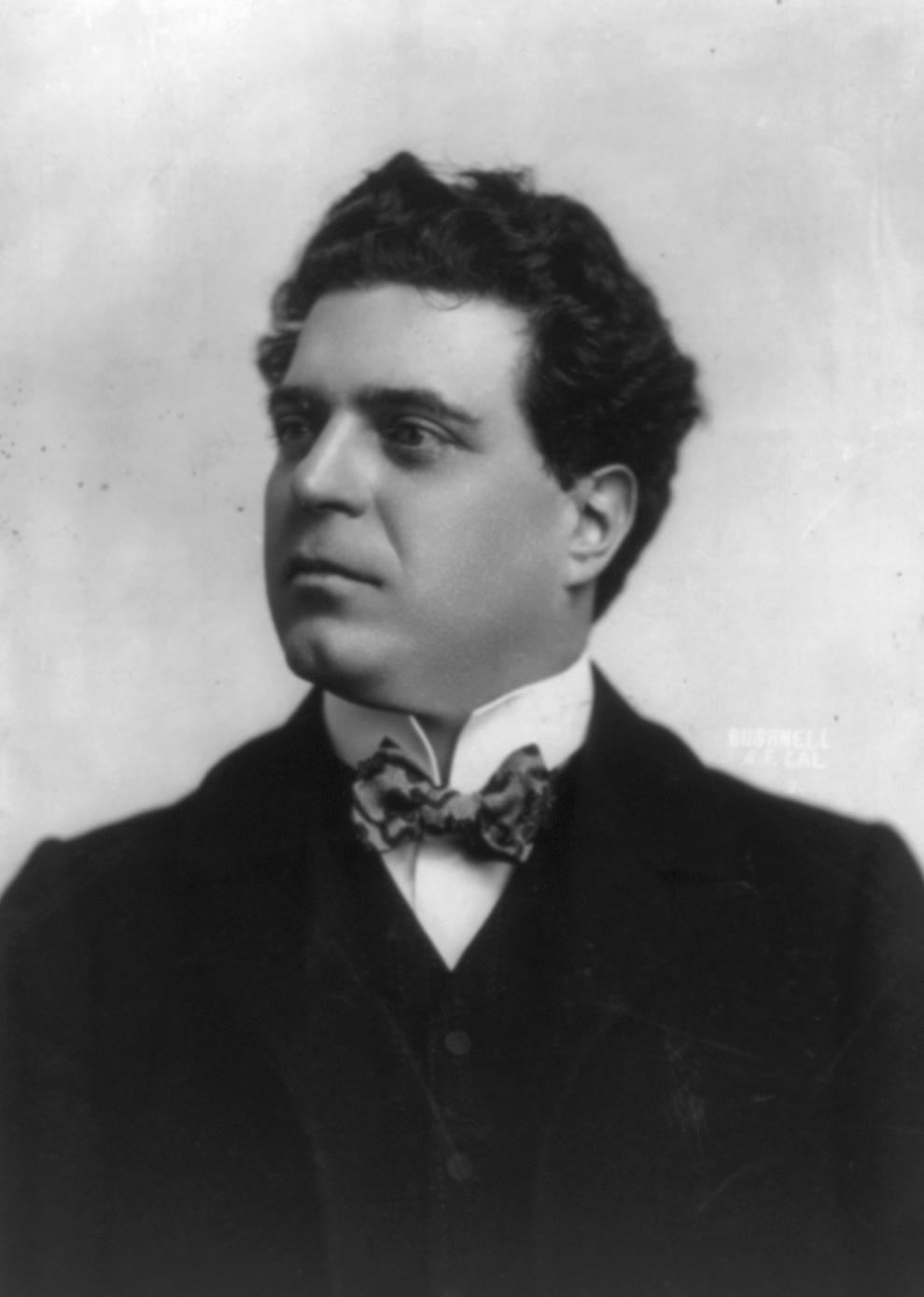
Pietro Mascagni.

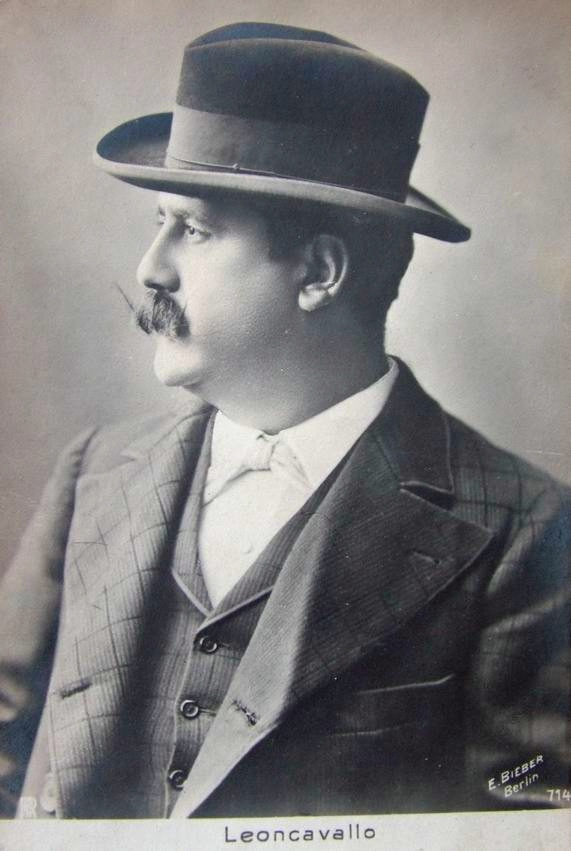
Ruggero Leoncavallo.

La fuerza de la ópera romántica decayó en una era más violenta: el «verismo», con Cavalleria rusticana de Pietro Mascagni y Pagliacci de Ruggero Leoncavallo.

## SigloXX

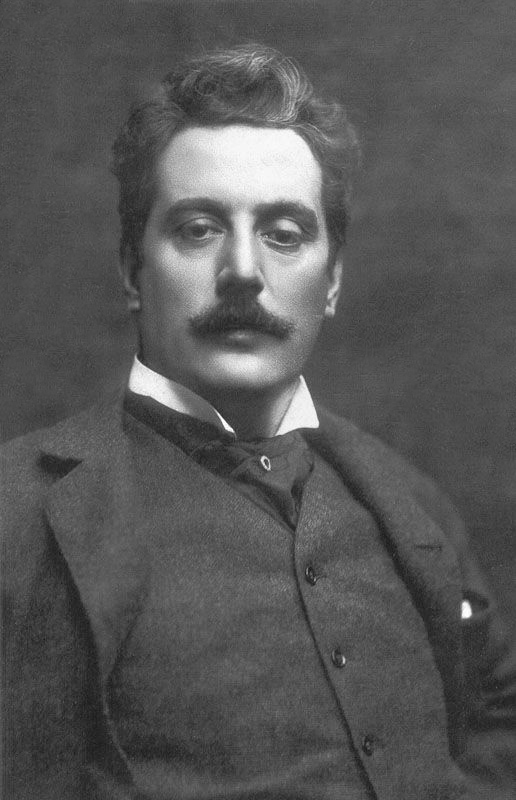
Giacomo Puccini.

Las más grandes óperas italianas del siglo XX fueron escritas por Giacomo Puccini (1858 – 1924). Entre ellas se incluyen Manon Lescaut, La Bohème, Tosca, Madama Butterfly, La fanciulla del West, y las inconclusas La rondine y Turandot. 
Otros compositores italianos contemporáneos: 
- Luciano Berio (1925 – 2003) escribió dos óperas: Un re in ascolto y Opera.
- Lorenzo Ferrero (b.1951– ) escribió doce óperas: Rimbaud, ou Le Fils du soleil (1978), Marilyn (1980), La figlia del mago (1981), Mare nostro (1985), Night (1985), Salvatore Giuliano (1986), Charlotte Corday (1989), Le Bleu-blanc-rouge et le noir (1989), La nascita di Orfeo (1996), La Conquista (2005), Le piccole storie: Ai margini delle guerre (2007), Risorgimento! (2011).
- Luigi Dallapiccola (1904 – 1975) escribió dos óperas: Ulisse (1960 – 1968) e Il prigioniero (1944 – 1948).
- Salvatore Sciarrino (1947– ) escribió diversas obras, incluyendo Luci mie traditrici.
- Sylvano Bussotti (1931–2021) tuvo un prolífico trabajo histórico: Le Racine, Pianobar pour Phèdre, Nympheo, Bozzetto siciliano.